# Gentiana otophoroides
Gentiana otophoroides är en gentianaväxtart som beskrevs av H. Smith. Gentiana otophoroides ingår i släktet gentianor, och familjen gentianaväxter. Inga underarter finns listade i Catalogue of Life.